# 코난 막 리어
코난 막 리어(아일랜드어: Conán mac Lia)는 아일랜드 신화의 피니언 대계에 등장하는 인물이다.
리어흐 루어크라의 아들이다. 리어흐가 핀 막 쿠월에게 살해당하자 핀의 피어너를 적대하는 약탈자 무리의 두령이 되었다. 먼스터에서 핀에게 패배하고 핀과 화평을 맺고 피어너에 들어갔다.
페르도먼의 누이 피니너(Finnine)와 결혼했는데, 아내를 학대했다(판본에 따라서 죽였다고도 한다). 이에 페르도먼이 코난에게 결투를 신청했고, 두 남자가 모두 결투하다 죽었다.